# NGC 5887
NGC 5887 ist eine Linsenförmige Galaxie vom Hubble-Typ S0-a mit aktivem Galaxienkern im Sternbild Schlange nördlich der Ekliptik. Sie ist schätzungsweise 393 Millionen Lichtjahre von der Milchstraße entfernt und hat einen Durchmesser von etwa 180.000 Lichtjahren. Vom Sonnensystem aus entfernt sich das Objekt mit einer errechneten Radialgeschwindigkeit von näherungsweise 8.800 Kilometern pro Sekunde.
Das Objekt wurde am 9. Juni 1880 von Édouard Stephan entdeckt.

## Galaktisches Umfeld
| Nr. | Galaxie                 | Alternativname            | Rek           | Dek            | Distanz/asec |
| --- | ----------------------- | ------------------------- | ------------- | -------------- | ------------ |
| →   | NGC 5887                | LEDA/PGC 54416            | 15h14m43.982s | +01d09m15.32s  | 0            |
| 1   | LEDA/PGC 54424          | UGC 9782                  | 15h14m57.018  | +01d11m16.41ss | 229.81       |
| 2   | LEDA/PGC 1184884        | NSA 2854                  | 15h14m27.140s | +01d06m41.21s  | 296.52       |
| 3   | LEDA/PGC 1188146        | 2MASX J15140960+0113091   | 15h14m09.649s | +01d13m08.55s  | 565.18       |
| 4   | LEDA/PGC 1189818        | NSA 125141                | 15h14m15.025s | +01d16m22.52s  | 609.07       |
| 5   | 2MASX J15140220+0112071 | WISEA J151402.19+011207.3 | 15h14m02.206s | +01d12m07.35s  | 649.67       |
| 6   | LEDA/PGC 1185637        | 2MASX J15154285+0108074   | 15h15m42.876s | +01d08m07.38s  | 885.94       |